# Gokels
Gokels est une commune allemande de l'arrondissement de Rendsburg-Eckernförde, Land de Schleswig-Holstein.

## Géographie
La commune comprend le village d'Ohrsee.
| Hanerau-Hademarschen | Lütjenwestedt |         |
| Thaden               | Gokels        | Seefeld |
|                      | Warringholz   |         |

## Histoire
Ohrsee est mentionné pour la première fois en 1281.